# Pythagoreion
Pythagoreion byla antická pevnost. Nacházela se na řeckém ostrově Samos. Do dnešní doby se z pevnosti zachovaly jen ruiny, avšak stále tvoří důležitou archeologickou lokalitu. Od roku 1992 byla pevnost společně s chrámem Héraion zapsána na Seznam světového dědictví UNESCO.